# Philosophical Transactions of the Royal Society A
Philosophical Transactions of the Royal Society A: Mathematical, Physical and Engineering Sciences (Філософські праці Королівського товариства A: Математичні, фізичні та інженерні науки) — це двотижневий рецензований науковий журнал, який видається Лондонським королівським товариством.
Журнал публікує оригінальні дослідження та огляди з широкого спектру фізичних наукових дисциплін. Доступ до статей можливо отримати в форматі онлайн-журналу за кілька місяців до виходу друкованого журналу. Усі статті стають у відкритому доступі через два роки після дати їх публікації.
Нинішнім головним редактором є Джон Дейнтон.

## Огляд
Philosophical Transactions of the Royal Society A публікує тематичні номери журналів на теми, що мають актуальне наукове значення та загальний інтерес у галузі фізичних, математичних та інженерних наук, редаговані провідними авторитетами та містять оригінальні дослідження, рецензії та думки видатних дослідників.
Серед деяких назв минулих випусків:
- «Надкритичні рідини — зелені розчинники для екологічної хімії?»
- «Цунамі: зв’язок між наукою, технікою та суспільством»
- «Просторові перетворення: від основ до застосувань»
- «До, позаду та після відкриття бозона Хіггса».

## Історія
Philosophical Transactions of the Royal Society був заснований у 1665 році Королівським товариством і є найстарішим науковим журналом в англомовному світі. Генрі Ольденбург був призначений першим (сумісним) секретарем товариства, а також він був першим редактором журналу товариства.
У 1887 році журнал розширився і став двома окремими виданнями: одне присвячене фізичним наукам — Philosophical Transactions of the Royal Society A: Mathematical, Physical and Engineering Sciences, а інше присвячене наукам про життя — Philosophical Transactions of the Royal Society B: Biological Sciences.
Зараз обидва журнали публікують тематичні випуски та питання для дискусійних зустрічей, а окремі дослідницькі статті публікуються в дочірньому журналі Proceedings of the Royal Society.
У 2015 році журнал відзначив своє 350-річчя. Щоб відзначити цю подію, він опублікував спеціальну збірку коментарів до знакових документів з архіву таких учених, як Ісаак Ньютон, Гемфрі Деві та Майкл Фарадей.

## Вплив
Відповідно до Journal Citation Reports за 2022 рік, журнал має імпакт-фактор 5,0.